# Північне полярне коло

Мапа світу з зображеним на ній Північним полярним колом

Мапа Арктики.

Півні́чне поля́рне ко́ло — одна з п'яти важливих паралелей, які позначаються на мапах Світу. Ця паралель проходить на широті 66° 33′ 39″ (або 66,56083°) на північ від Екватора. Північніше цієї широти знаходиться Арктика, а південніше — північний помірний пояс. Еквівалентне полярне коло у південній півкулі називається Південне полярне коло.

## Статус
Північне полярне коло позначає найпівденніший край зони, де можна спостерігати полярний день (24-годинний освітлений сонцем день, який ще часто називають «білою ніччю») та полярну ніч (24-годинну безсонячну ніч). На північ від Північного полярного кола сонце знаходиться над горизонтом впродовж 24 годин, щонайменше, раз на рік та за горизонтом протягом 24 годин, щонайменше, раз на рік. На широті Північного полярного кола такі події відбуваються, в принципі, точно раз на рік, у дні літнього та зимнього сонцестоянь, відповідно.
Фактично ж, через заломлення сонячних променів в атмосфері, а також через те, що Сонце з Землі видно як диск, а не як точку, частину сонця можна побачити в ніч літнього сонцестояння на широтах, що знаходяться до 50′ (приблизно 90 кілометрів) південніше Північного полярного кола; так само, у день зимнього сонцестояння сонце може бути видимим на широтах, що знаходяться до 50′ північніше Північного полярного кола. Це істинно для спостерігача, який перебуває на рівні моря, із збільшенням висоти зростають і вищезазначені межі, хоча у гористих регіонах зазвичай не має прямого виду на горизонт.
Положення Північного полярного кола не є фіксованим, а прямим чином залежить від нахилу земної осі, який змінюється протягом великого періоду у межах 2°, що значною мірою пов'язано з припливно-відпливними силами, котрі викликані рухом Місяця по своїй орбіті. У наш час[коли?] Північне полярне коло зміщується на північ зі швидкістю, що становить приблизно 15 метрів на рік.

## Географія

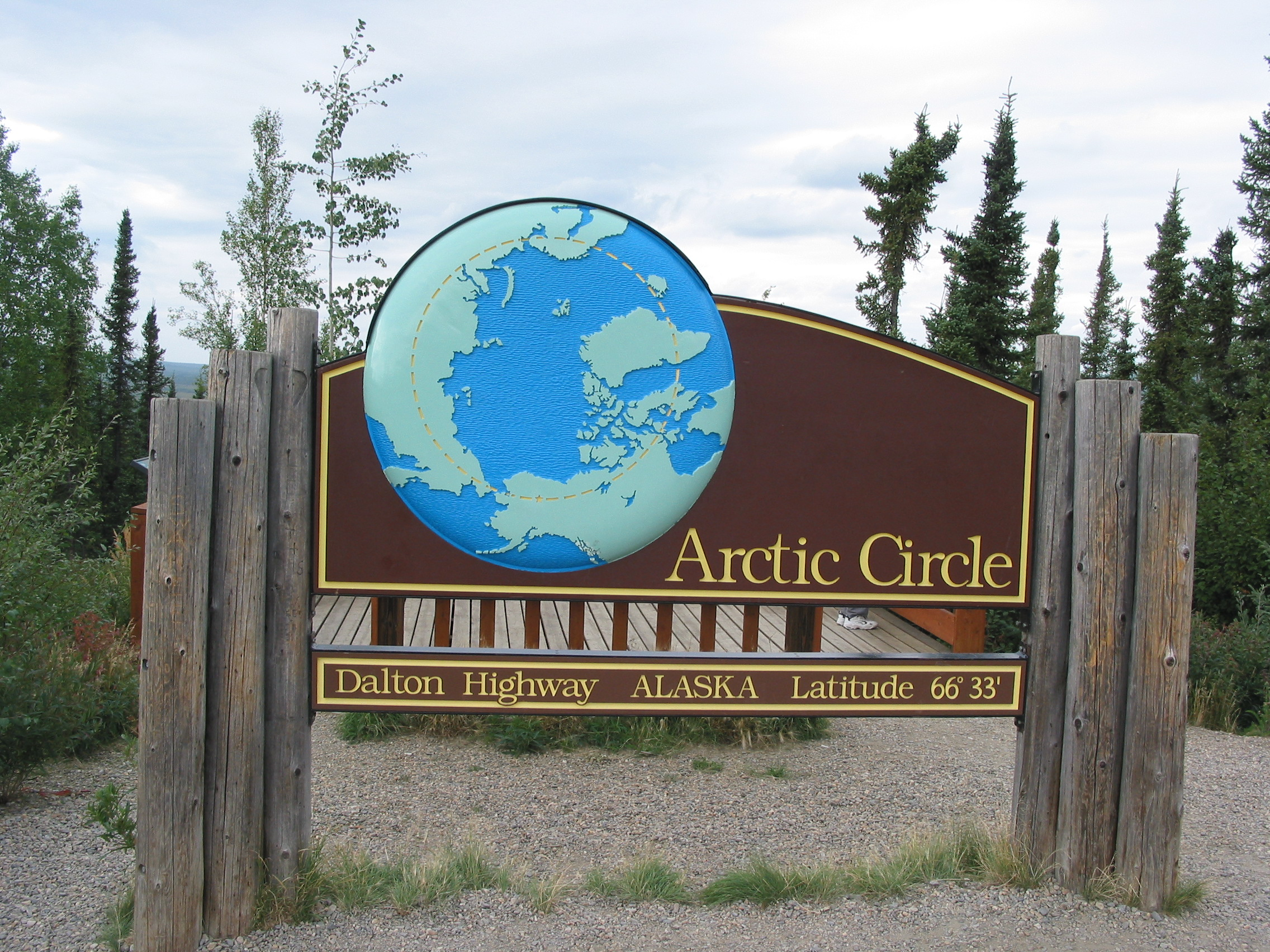
Знак на узбіччі шосе Далтон, Аляска, який позначає розміщення Північного полярного кола.

Північне полярне коло проходить через Північний Льодовитий океан, Скандинавський півострів, Північну Азію, Північну Америку та Ґренландію. Території суші, розташовані вздовж лінії Північного полярного кола, поділені між вісьмома країнами: Норвегія, Швеція, Фінляндія, Росія, Сполучені Штати Америки (тобто Аляска), Канада, Данія (тобто Ґренландія) та Ісландія.
Починаючи з Гринвіцького меридіану та рухаючись на схід, Північне полярне коло проходить через:
| Довгота                            | Країна, територія або море         | Примітки                                    |
| ---------------------------------- | ---------------------------------- | ------------------------------------------- |
| 5° 10°                             | Північний Льодовитий океан         | Норвезьке море                              |
| 15°                                | Норвегія                           |                                             |
| 20°                                | Швеція                             |                                             |
| 25°                                | Фінляндія                          |                                             |
| 30° 40°                            | Росія: Карелія                     | Кандалакська затока, Кольський півострів    |
| 41°-43°                            | Біле море                          |                                             |
| 45° 50°                            | Росія: Ненеція                     |                                             |
| 55° 60°                            | Росія: Комі                        |                                             |
| 65° 70° 75° 80°                    | Росія: Ямалія                      | Салехард, Обська губа                       |
| 85°                                | Росія: Красноярськ                 |                                             |
| 90° 100° 105°                      | Росія: Евенкія                     |                                             |
| 110° 120° 130° 135° 140° 150° 155° | Росія: Саха                        |                                             |
| 160° 170° сх. д. 180°              | Росія: Чукотка                     |                                             |
| 170° зх. д.                        | Північний Льодовитий океан         | Чукотське море, Північно-Західний прохід    |
| 165°                               | США: Аляска                        | Півострів С'юард                            |
| 163°                               | Північний Льодовитий океан         | Затока Коцебу                               |
| 165° 160° 150°                     | США: Аляска                        | Форт Юкон                                   |
| 140° 130°                          | Канада Юкон                        |                                             |
| 120°                               | Канада: Північно-західні території | Велике Ведмеже озеро                        |
| 110° 100° 90° 85°                  | Канада: Нунавут                    |                                             |
| 80°                                | Затока Фокс                        |                                             |
| 70° 65°                            | Канада: Нунавут                    | Баффінова Земля                             |
| 60° 55°                            | Атлантичний океан                  | Дейвісова протока, Північно-Західний прохід |
| 50° 45° 40° 35°                    | Данія: Гренландія                  |                                             |
| 30° 25°                            | Атлантичний океан                  | Данська протока                             |
| 20° 15°                            | Ісландія                           | Ґрімсей                                     |
| 10° 5°                             | Північний Льодовитий океан         | Норвезьке море                              |

На північ від Північного полярного кола проживає дуже мало людей, що зумовлено арктичним кліматом. Три найбільші громади, які проживають за полярним колом, знаходяться у Росії в таких містах як: Мурманськ (населення 325 тис.), Норильськ (135 тис.) та Воркута (85 тис.). Тромсе (у Норвегії) має близько 62 тис. мешканців, тоді як місто Рованіємі (у Фінляндії), котре знаходиться трохи південніше лінії, має трохи менше ніж 58 тис.